# 150P/LONEOS
150P/LONEOS (też LONEOS 3) – kometa krótkookresowa, należąca do rodziny Jowisza.

## Odkrycie
Kometa została odkryta 25 listopada 2000 roku w ramach programu obserwacyjnego LONEOS (Lowell Observatory, Flagstaff, Arizona). W nazwie znajduje się nazwa programu.

## Orbita komety i właściwości fizyczne
Orbita komety 150P/LONEOS ma kształt elipsy o mimośrodzie 0,55. Jej peryhelium znajduje się w odległości 1,77 j.a., aphelium zaś 6,02 j.a. od Słońca. Jej okres obiegu wokół Słońca wynosi 7,68 roku, nachylenie do ekliptyki to wartość 18,5˚.
Jądro tej komety ma rozmiary maks. kilka km.